# Département
Pour les articles homonymes, voir Département (homonymie).

Carte montrant les pays dans le monde qui ont des départements comme des subdivisions administratives.
Premier niveau administratif
Deuxième niveau administratif

Un département est un type de division administrative de plusieurs pays dans le monde. Elle peut être une circonscription administrative, ou une division d'un ensemble administratif plus grand.

## Collectivité territoriale

### Origine du nom
Le terme de « département » apparaît pour la première fois au XVIIe siècle en France dans un projet de découpage territorial du Royaume soumis au roi Louis XIV en 1665 par Marc-René d'Argenson. Ce terme est alors entendu en tant que répartition fiscale ou circonscription territoriale pour les Ponts et Chaussées. En 1787, les assemblées régionales d'Ile-de-France sont convoquées par « département » afin de clarifier les échanges.
Un découpage en entités similaires du territoire semble un atout pratique pour l'administration. Ainsi l'on retrouve cette demande dans les cahiers de doléances de 1788 qui souhaitent la formation de circonscriptions uniformes avec un chef-lieu accessible. Le carnet du Puy-en-Velay parle explicitement de « département ».
Le décret du 22 décembre 1789 pris par l'Assemblée constituante de 1789 consacrera la création des départements français. Leur nombre exact et leurs limites seront fixés le 26 février 1790, et leur mise en place prendra effet le 4 mars 1790.

### Anciens départements
Des pays ont utilisé anciennement cette division administrative :
- Liste des départements français de 1811
- Départements français d'Espagne
- Liste des anciens départements d'Italie
- Départements français de Grèce
- Départements du duché de Varsovie
- Départements français d'Algérie
- Départements français du Sahara
- Départements algériens

### Départements actuels
Aujourd'hui, un certain nombre de pays utilisent ce terme pour nommer une division administrative de leur territoire. Il s'agit, soit d'anciennes colonies françaises, soit de pays d'Amérique latine :
- Département d'Argentine
- Département du Bénin
- Départements de la Bolivie
- Département du Burkina Faso
- Département du Cameroun
- Départements de la Colombie
- Départements de la Côte d'Ivoire
- Département de France
- Département du Guatemala
- Départements d'Haïti
- Départements du Honduras
- Départements du Nicaragua
- Départements du Paraguay
- Départements du Pérou
- Département du Salvador
- Département du Sénégal
- Département de l'Uruguay

## Division gouvernementale
Le terme de « département » désigne également dans certains pays les secteurs ministériels d'un gouvernement. Ainsi : 
- aux États-Unis, l’« Administration fédérale » (Gouvernement) est divisé en « U.S. Department » dirigé par un « U.S. Secretary » (« secrétaire fédéral ») ;
- en Suisse, l'exécutif fédéral désigné par « Conseil fédéral » est composé de sept « départements fédéraux », chacun dirigé par un « conseiller fédéral ».